# Хани Колдър
„Хани Колдър“ (на английски: Hannie Caulder) е уестърн на режисьора Бърт Кенеди, който излиза на екран през 1971 година.

## Сюжет
Братята Клеменс, известни престъпници, нападат ранчото, в което живее Хани Колдър. Мъжът ѝ е убит, къщата запалена, а жената е зверски изнасилена. Хани се заклева да отмъсти и се обръща към стрелец единак с единствена молба да я научи да борави с оръжие.

## В ролите
| Актьор          | Роля              |
| --------------- | ----------------- |
| Ракел Уелч      | Хани Колдър       |
| Робърт Кълп     | Томас Лутер Прайс |
| Ърнест Боргнайн | Емет Клеменс      |
| Джак Елам       | Франк Клеменс     |
| Стродър Мартин  | Ръфъс Клеменс     |
| Кристофър Лий   | Бейли             |
| Диана Дорс      | Мадам             |
| Стивън Бойд     | проповедник       |